# Rutidea glabra
Rutidea glabra är en måreväxtart som beskrevs av William Philip Hiern. Rutidea glabra ingår i släktet Rutidea och familjen måreväxter. Inga underarter finns listade i Catalogue of Life.